# Мікропористість
Мікропористість (рос. микропористость, англ. microporosity, нім. Mikroporosität f) — характеристика розмірів і кількості мікропор (як правило, діаметром 0,7-1,5 нм) у твердому матеріалі.